# Lucas Chancel
Pour les articles homonymes, voir Chancel (homonymie).
Lucas Chancel (né en 1987 à Grenoble) est un économiste français. Enseignant à Sciences Po, il est codirecteur et économiste au Laboratoire sur les Inégalités Mondiales à l’Ecole d’économie de Paris. Il codirige la World Inequality Database. Il est également chercheur associé à l’Institut du développement durable et des relations internationales. Il travaille sur les inégalités mondiales, l'économie politique de l'Union européenne et les enjeux de transition écologique. Il est auteur ou co-auteur de plusieurs ouvrages sur ces sujets.

## Biographie
Lucas Chancel effectue le premier cycle de Sciences Po et obtient également une licence de physique appliquée aux sciences de la terre de l'Université Pierre et Marie Curie à Paris. Diplômé en économie et politiques publiques de l’École polytechnique, de l’ENSAE et de Sciences Po en Master, il poursuit sa formation scientifique à l’Imperial College de Londres où il obtient un diplôme d'ingénieur spécialisé dans les énergies renouvelables. Il reçoit son doctorat en sciences économiques de l'EHESS et de l'Université Paris Sciences Lettres en 2018. Il rédige sa thèse intitulée "Essais sur les inégalités mondiales de revenu et de pollution" sous la direction de Thomas Piketty et obtient la mention spéciale du jury au Prix de thèse de l'Université Paris Sciences Lettres. Il a également étudié à la London School of Economics et à l’Université Jawaharlal Nehru à New Delhi, en Inde.
En 2011, il rejoint l’Institut du développement durable et des relations internationales et commence à enseigner à Sciences Po où il enseigne depuis 2018 un cours magistral de niveau Master intitulé Global inequality and sustainability. Il rejoint le Laboratoire sur les Inégalités Mondiales à l'Ecole d’économie de Paris en 2015. Il donne des conférences sur les inégalités et le développement durable, notamment au siège des Nations unies à New York.
Il analyse l'actualité économique et politique dans des tribunes publiées par le journal Le Monde et Libération, et intervient dans les médias étrangers,.
A l'occasion de la conférence de Paris sur le Climat en 2015, il propose avec Thomas Piketty une taxe carbone mondiale progressive sur les billets d'avion. En 2017, il publie un livre intitulé "Insoutenables inégalités: pour une justice sociale et environnementale", une "réflexion sur l’articulation complexe de la sphère environnementale et de la sphère socio-économique" selon le journal Le Monde. En 2018, il est coordinateur général du Rapport sur les inégalités mondiales, publié et traduit en une quinzaine de langues et mondialement commenté par la presse. En 2019, il participe à l'élaboration et co-signe le Traité de Démocratisation de l'Europe proposant une nouvelle architecture politique et fiscale pour l'Union européenne. Il est l'auteur principal d'un chapitre du Rapport sur le Développement Humain 2019 du Programme des Nations unies pour le développement, traitant d'inégalités mondiales et de pauvreté. En 2020, il défend la mutualisation des dettes publiques française, italienne et espagnole dans le cadre de la crise liée au coronavirus.

En mai 2024, il critique le baromètre sur l’attractivité de la France du cabinet Ernst & Young dans une tribune au quotidien Le Monde, en soulignant que les projets d’investissements étrangers en France ne sont associés qu'à 39773 créations d’emploi, soit seulement  0,13 % de la population active, ne plaçant le pays qu'en huitième position une fois rapporté à la taille du pays.

## Ouvrages
- Unsustainable Inequalities: Social Justice and the Environment  (trad. du français), Harvard University Press, 2020[19]
- avec Manon Bouju, Anne-Laure Delatte, Stéphanie Hennette, Thomas Piketty, Guillaume Sacriste,  Antoine Vauchez, Traité de Démocratisation de l'Europe, Seuil, 2019
- avec Facundo Alvaredo, Thomas Piketty, Emmanuel Saez, Gabriel Zucman, World Inequality Report, Harvard University Press, 2018 (lire en ligne)
- avec Facundo Alvaredo, Thomas Piketty, Emmanuel Saez, Gabriel Zucman, Rapport sur les inégalités mondiales, Seuil, 2018 (ISBN 978-2021504668)
- Insoutenables inégalités: Pour une justice sociale et environnementale, Les Petits Matins, 2017